# Logan (Name)
Logan ist ein englischer männlicher Vor- und Familienname.

## Namensträger

### Vorname
- Logan Bailly (* 1985), belgischer Fußballtorwart
- Logan Brown (* 1998), US-amerikanisch-kanadischer Eishockeyspieler
- Logan Browning (* 1989), US-amerikanische Schauspielerin
- Logan Campbell (* 1986), neuseeländischer Taekwondoin
- Logan Chalmers (* 2000), schottischer Fußballspieler
- Logan Couture (* 1989), kanadischer Eishockeyspieler
- Logan Gilbert (* 1997), US-amerikanischer Baseballspieler
- Logan Grigsby (* 1995), deutsch-amerikanischer Baseballspieler
- Logan Hanneman (* 1993), US-amerikanischer Skilangläufer
- Logan Henderson (* 1989), US-amerikanischer Schauspieler, Sänger, Rapper und Tänzer
- Logan Holt Roots (1841–1893), US-amerikanischer Politiker
- Logan Huffman (* 1989), US-amerikanischer Schauspieler
- Logan Hutchings (* 1984), neuseeländischer Radrennfahrer
- Logan Lerman (* 1992), US-amerikanischer Schauspieler
- Logan MacMillan (* 1989), kanadischer Eishockeyspieler
- Logan Mader (* 1970), kanadischer Gitarrist und Musikproduzent
- Logan Mankins (* 1982), US-amerikanischer Footballspieler
- Logan Marshall-Green (* 1976), US-amerikanischer Schauspieler
- Logan Miller (* 1992), US-amerikanischer Schauspieler
- Logan Ondrusek (* 1985), US-amerikanischer Baseball-Spieler
- Logan Owen (* 1995), US-amerikanischer Radrennfahrer
- Logan Paul (* 1995), US-amerikanischer Entertainer, YouTuber und Schauspieler
- Logan Paulsen (* 1987), US-amerikanischer American-Football-Spieler
- Logan Pause (* 1981), US-amerikanischer Fußballspieler
- Logan Pearsall Smith (1865–1946), britisch-amerikanischer Schriftsteller, Aphoristiker und Literaturkritiker
- Logan Pyett (* 1988), kanadischer Eishockeyspieler
- Logan R. Frazee (1913–1996), US-amerikanischer Spezialeffektkünstler
- Logan Ramsey (1921–2000), US-amerikanischer Schauspieler
- Logan Richardson (* 1980), US-amerikanischer Jazzmusiker
- Logan Rogerson (* 1998), neuseeländischer Fußballspieler
- Logan Ryan (* 1991), US-amerikanischer American-Football-Spieler
- Logan Hunter Sargeant (* 2000), US-amerikanischer Formel-1-Fahrer
- Logan Sankey (* 1998), US-amerikanische Skispringerin
- Logan Shaw (* 1992), kanadischer Eishockeyspieler
- Logan Stanley (* 1998), kanadischer Eishockeyspieler
- Logan Stieber (* 1991), US-amerikanischer Ringer
- Logan Thomas (* 1991), US-amerikanischer Footballspieler
- Logan Tom (* 1981), US-amerikanische Volleyballspielerin
- Logan Whitehurst (1977–2006), US-amerikanischer Drummer und Sänger
- Logan Woodside (* 1995), US-amerikanischer Footballspieler

### Familienname
- Adella Hunt Logan (1863–1915), US-amerikanische Hochschullehrerin und Suffragette
- Benjamin F. Logan († 2015), US-amerikanischer Elektroingenieur und Musiker
- Bellina Logan (* 1966), US-amerikanische Schauspielerin
- Bennie Logan (* 1989), US-amerikanischer American-Football-Spieler
- Boone Logan (* 1984), US-amerikanischer Baseballspieler
- Bruce Logan (Ruderer) (Hubert Bruce Logan; 1886–1965), britischer Ruderer
- Bruce Logan (Filmemacher), britischer Kameramann, Regisseur, Produzent und Spezialeffektkünstler
- Cammy Logan (* 2002), schottischer Fußballspieler
- Daniel Logan (* 1987), neuseeländischer Schauspieler
- David Logan (Politiker, 1824) (1824–1874), US-amerikanischer Politiker
- David Logan (Politiker, 1871) (1871–1964), britischer Politiker
- David Logan (Footballspieler) (1956–1999), US-amerikanischer Footballspieler
- David Logan (Chemiker) (* 1956), britischer Chemiker
- David Logan (Puppenspieler) (* 1960), australischer Puppenspieler
- David Logan (Fußballspieler) (* 1963), englischer Fußballspieler
- David Logan (Drehbuchautor) (* 1969), britischer Drehbuchautor
- David Logan (Basketballspieler) (* 1982), US-amerikanischer Basketballspieler
- David Logan (Diplomat), britischer Diplomat
- David Dale Logan (1879–1956), schottischer Arzt und Soldat
- Deborah Norris Logan (1761–1839), britisch-US-amerikanische Historikerin, Memoirenschreiberin und Quäkerin
- Devin Logan (* 1993), US-amerikanische Freestyle-Skierin
- Edward Lawrence Logan (1875–1939), US-amerikanischer General und Politiker
- Elle Logan (* 1987), US-amerikanische Ruderin
- Farsedu Logan (* 1997), liberianischer Fußballspieler
- Freddie Logan (1930–2003), britischer Jazzmusiker
- Georg von Logan (1853–1925), deutscher General der Artillerie
- George Logan (1753–1821), US-amerikanischer Politiker
- George Washington Logan (1815–1889), US-amerikanischer Jurist und Politiker
- Gerald Logan (1879–1951), englischer Hockeyspieler
- Giuseppi Logan (1935–2020), US-amerikanischer Jazzmusiker
- Henry Logan (1784–1866), US-amerikanischer Politiker
- Jacqueline Logan (1901–1983), US-amerikanische Schauspielerin
- James Logan (Politiker, 1674) (1674–1751), irisch-US-amerikanischer Quäker und Politiker (Pennsylvania)
- James Logan (Politiker, 1791) (1791–1859), US-amerikanischer Politiker (Arkansas)
- James Logan (Schriftsteller) (1794–1872), schottischer Schriftsteller
- James Logan (Fußballspieler) (1885–1948), schottischer Fußballspieler
- James Logan (Eishockeyspieler) (* 1933), kanadischer Eishockeyspieler
- James Logan (Schauspieler) (* 1970), US-amerikanischer Schauspieler und Stuntman
- Jimmy Logan (Fußballspieler, 1870) (James Logan; 1870–1896), schottischer Fußballspieler
- Jimmy Logan (Fußballspieler, 1885) (James Henry Logan; 1885–1961), schottischer Fußballspieler und -trainer
- Jimmy Logan (Fußballspieler, 1893) (James Merrilees Logan; 1893–1968), schottischer Fußballspieler
- Jimmy Logan (Fußballspieler, 1900) (James Logan; 1900–1934), schottischer Fußballspieler
- John Logan (Fußballspieler, 1871) (1912–nach 1897), schottischer Fußballspieler
- John Logan (Fußballspieler, 1912) (1912–1980), englischer Fußballspieler
- John Logan (Richter) (* 1956), australischer Richter
- John Logan (Schriftsteller) (* 1961), US-amerikanischer Schriftsteller und Drehbuchautor
- John Logan (Arbeitswissenschaftler), US-amerikanischer Arbeitswissenschaftler
- John A. Logan (1826–1886), US-amerikanischer Generalmajor und Politiker
- John R. Logan (* 1946), US-amerikanischer Soziologe
- John William Logan (1845–1925), britischer Politiker, siehe Paddy Logan
- Johnny Logan (* 1954), irischer Sänger
- Joshua Logan (1908–1988), US-amerikanischer Film- und Theaterregisseur
- Jud Logan (1959–2022), US-amerikanischer Hammerwerfer
- Karl Logan, US-amerikanischer Musiker
- Kenny Logan (* 1972), schottischer Rugbyspieler
- Lara Logan (* 1971), US-amerikanische Journalistin
- M. L. Logan, britischer Rugbyspieler
- Martha Daniell Logan (1704–1779), US-amerikanische Botanikerin und Autorin
- Marvel M. Logan (1874–1939), US-amerikanischer Politiker
- Michael Logan (Autor), Schriftsteller und Drehbuchautor
- Michael Logan (Schauspieler) (1907–1993), englischer Schauspieler
- Michael Logan (Pianist) (* 1948), US-amerikanischer Jazzpianist
- Michael Logan (Bassist) (* um 1949), US-amerikanischer Jazzbassist
- Michael Logan (Journalist), US-amerikanischer Journalist
- Patrick Logan (1791–1830), britischer Kommandant einer Strafkolonie in Australien
- Paul Logan (* 1973), US-amerikanischer Schauspieler, Stuntman, Stunt Coordinator, Filmproduzent und Model
- Phillip Logan (* 1989), britischer Politiker
- Phyllis Logan (* 1956), britische Schauspielerin
- Robert Logan (1941–2024), US-amerikanischer Schauspieler
- Ryan Logan (* 1994), US-amerikanischer Basketballspieler
- Samantha Logan (* 1996), US-amerikanische Schauspielerin
- Sarah Logan (* 1993), amerikanische Wrestlerin
- Shaleum Logan (* 1988), englischer Fußballspieler
- Vincent Logan (1941–2021), schottischer Geistlicher, Bischof von Dunkeld
- W. Turner Logan (1874–1941), US-amerikanischer Politiker
- Wendell Logan (1940–2010), US-amerikanischer Jazzmusiker, Hochschullehrer und Komponist
- William Logan (Politiker) (1776–1822), US-amerikanischer Politiker
- William Logan (Radsportler) (1914–2002), US-amerikanischer Radrennfahrer
- William Edmond Logan (1798–1875), kanadischer Geologe
- William Frederick Logan (1907–1955), kanadischer Eisschnellläufer, siehe Willy Logan
- William Hoffman Gardiner Logan (1872–1943), US-amerikanischer Zahnarzt und Hochschullehrer
- Willy Logan (1907–1955), kanadischer Eisschnellläufer
- Winifred W. Logan (1931–2010), britische Pflegetheoretikerin und Hochschullehrerin